# Beersheba Springs
Beersheba Springs é uma cidade  localizada no estado norte-americano de Tennessee, no Condado de Grundy.

## Demografia
Segundo o censo norte-americano de 2000, a sua população era de 553 habitantes. 
Em 2006, foi estimada uma população de 556, um aumento de 3 (0.5%).

## Geografia
De acordo com o United States Census Bureau tem uma área de 
12,7 km², dos quais 12,7 km² cobertos por terra e 0,0 km² cobertos por água.

## Localidades na vizinhança
O diagrama seguinte representa as localidades num raio de 20 km ao redor de Beersheba Springs. 